# Selva de Chan Chan
La selva de Chan Chan fue un denso bosque que existía entre Osorno y La Unión en el sur de Chile. El bosque fue incendiado deliberadamente en el verano de 1851 por orden del político y agente colonizador chileno Vicente Pérez Rosales. A Pichi Juan, un nativo huilliche, se le encomendó la tarea de incendiar el bosque. Pichi Juan lo hizo iniciando incendios en varios lugares. Según Pérez Rosales, Pichi Juan escapó a duras penas de la muerte escondiéndose dentro del tronco de un coihue.
A pesar de la destrucción de la selva de Chan Chan y muchas otras talas hacia 1859, Pérez Rosales, entonces Ministro de Colonización, continuó sosteniendo que el sur de Chile estaba en gran parte cubierto de bosques. El incendio duró unos tres meses y en un momento se reportó que la ciudad de Valdivia (a 130 km de los focos) estuvo bajo un humo denso durante semanas. Una vez extinguido el fuego, Pérez Rosales recorrió los terrenos que yacen al norte del lago Llanquihue, en el departamento de Osorno, corroborando una extensión de campos incendiados de unas cinco leguas de ancho por quince de fondo, encontrándose con un terreno ahora «plano y de la mejor calidad».
Se calcula que el incendio de Chan Chan afectó a un territorio de más de 2 mil km², es decir, una superficie similar a la de Luxemburgo. El incendio es considerado como la primera gran catástrofe ambiental documentada en Chile realizada por mano del hombre contra la naturaleza.